# Hato Culantro
Hato Culantro es un corregimiento del distrito de Mironó en la comarca Ngäbe-Buglé, República de Panamá. La localidad tiene 2.110 habitantes (2010).